# 新通町公園

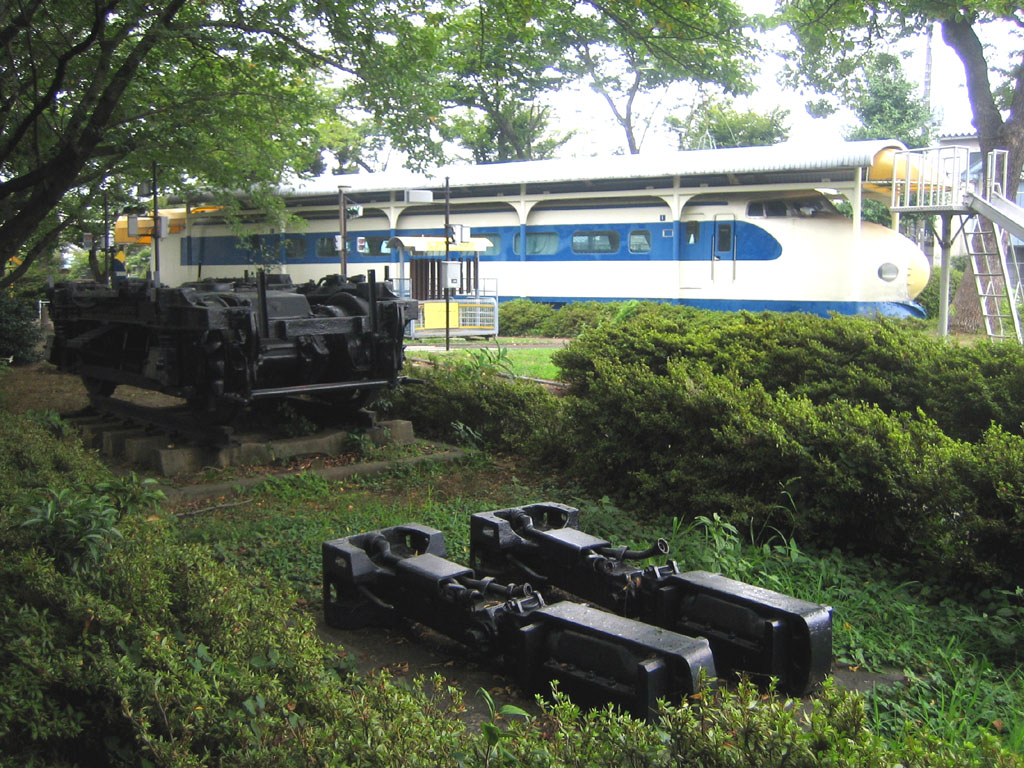
新通町公園（2008年8月）

新通町公園（しんとおりちょうこうえん）は、静岡県富士市中央町2丁目8番地に位置する、新幹線0系電車が展示された公園であり、日本で最初に新幹線を展示した公園である。

## 概要
富士市役所の近くに位置する公園で、初代（0系）東海道新幹線の展示された公園として親しまれている。展示されている新幹線は、現存数が非常に少ない0系0番台と呼ばれる開業当時の初期型モデルである。
新幹線の中は、土曜日・日曜日・祝日の10時から15時まで開放され入ることができる。新幹線の中の客室部分のうち、後ろ半分は座席が置かれたままで当時の面影が残っている。前半分は座席は取り除かれ鉄道模型の展示場となっており、月に1度の割合で走行デモが開催される。客室から運転席へ入ることができ、ハンドルなどの操作器具は当時のまま残っており、自由に操作（遊ぶ）ことができる。
公園は新幹線展示エリアと、多目的エリアと分かれており、その間を八の字を描くようにミニSL用の線路が引かれている。ミニSLも月に1度の割合で、隣接する沼津市の方々の好意により走行・乗車会が行われている。

## 新幹線

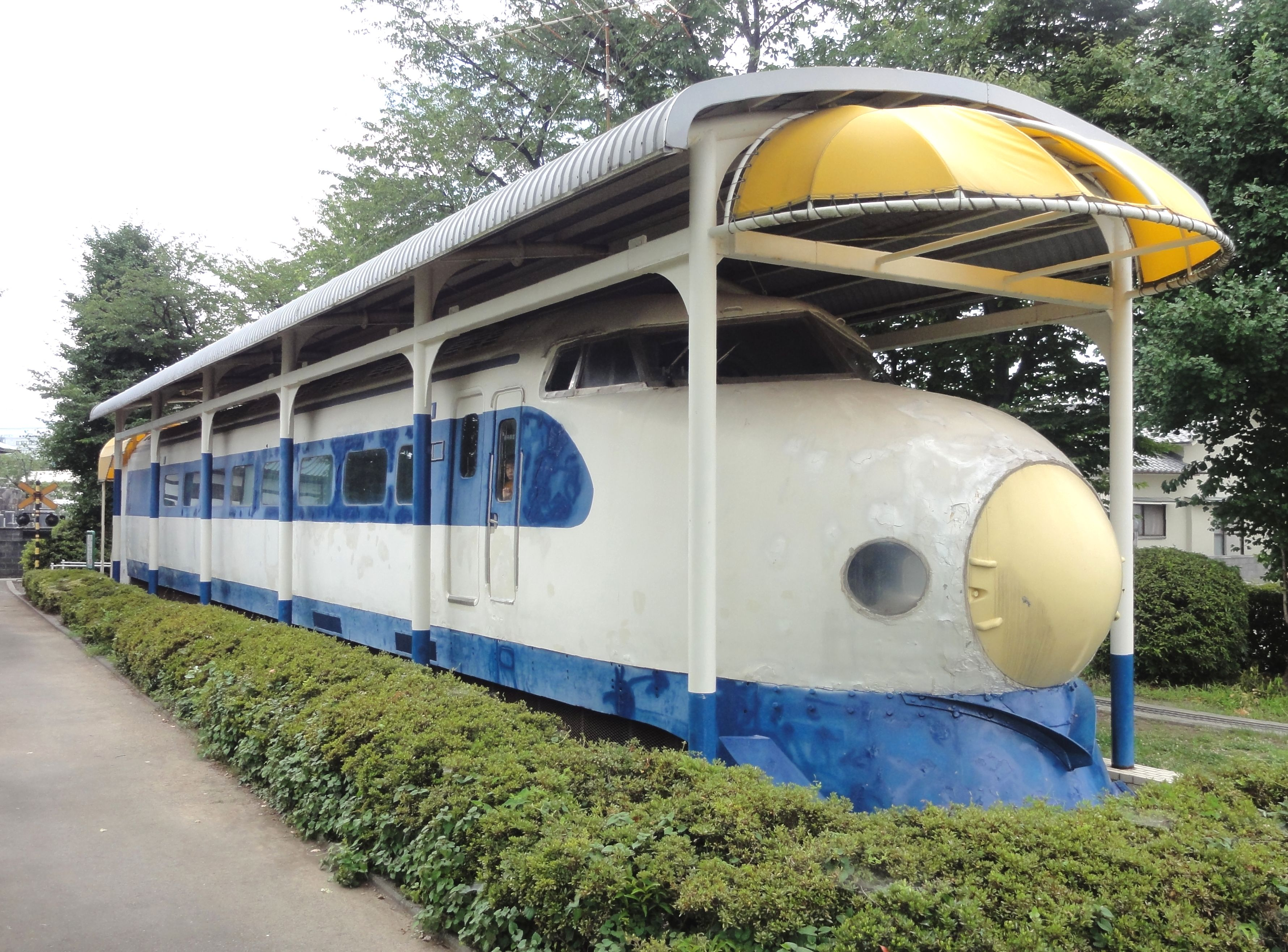
保存されている新幹線0系 前方部（2013年7月）

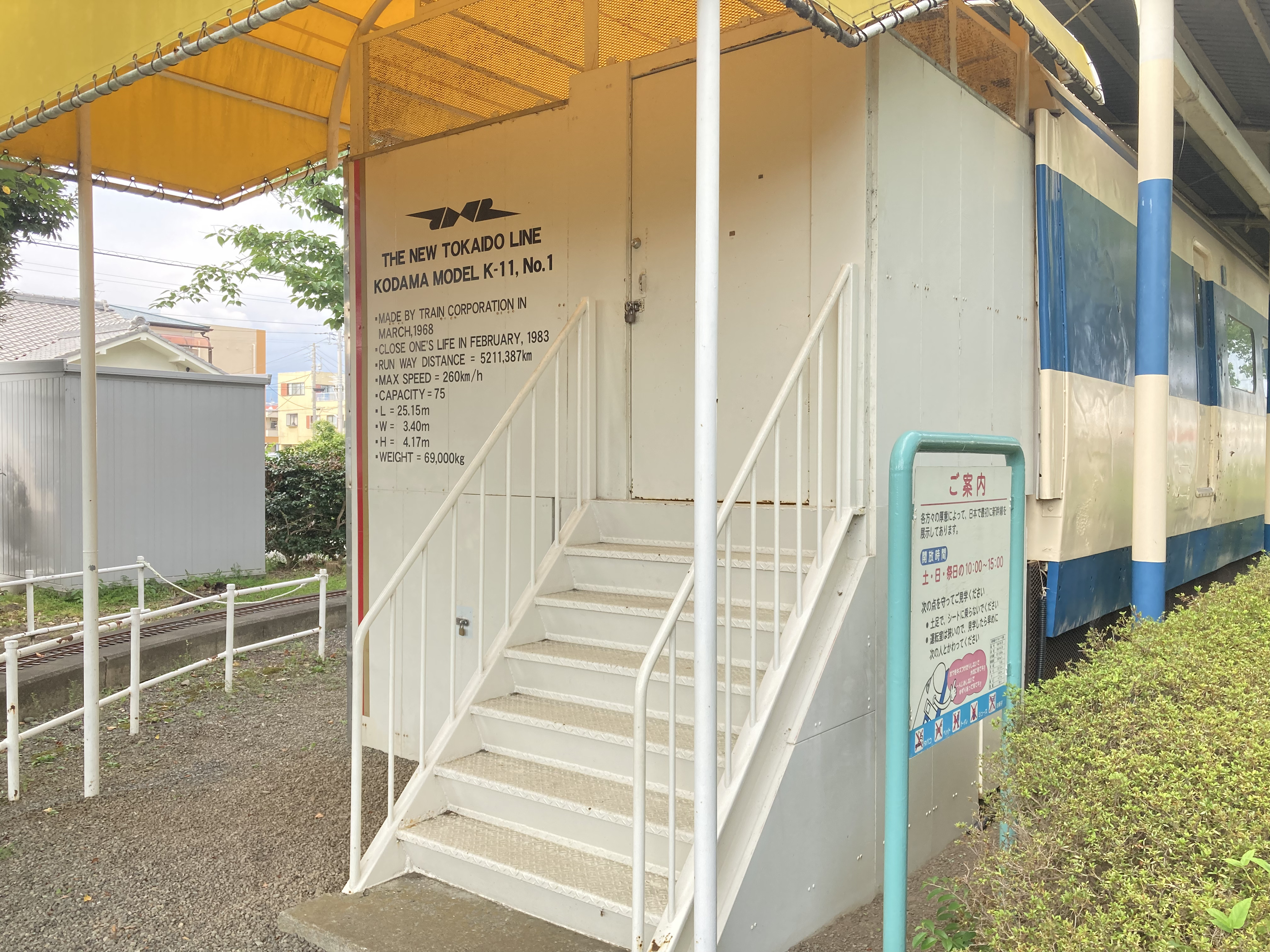
保存されている新幹線0系 後方部（2024年8月）

### 概要
- 0系こだま専用車両 K11編成1号車（21-59）
- 昭和43年(1968年)3月汽車会社にて製造、昭和58年(1983年)2月廃車、営業運転期間14年11ヶ月
- 走行距離5,211,387Km、東京～新大阪間を4,700回往復 (地球約130周)
- 寸法 長さ25.15m、幅3.4m、高さ4.17m
- 重量 69t(営業運転時、展示時45t)

### 歴史
- 昭和43年(1968年)3月5日　製造[1]
- 昭和48年(1973年)6月　16両編成化
- 昭和57年(1982年)9月　国鉄と貸与の話が決定
- 昭和58年(1983年)2月9日　廃車[1][2]
- 昭和58年(1983年)4月15日　国鉄と車両賃借契約を締結
- 昭和58年(1983年)4月17日　午後10時 国鉄浜松工場出発 当公園まで125kmを所要時間6時間50分かけ(平均時速20km)輸送

### 小話
展示されている新幹線は、主に東京、新大阪間の運転に用いられた16両編成の1号車。新幹線の1号車は常に大阪方面（西向き）で、16号車は東京方面（東向き）を向いて運転されており、また新幹線の車両の製造から組立時も（当時）運転方向に合わせて造られた。つまり廃車、解体されるまで生涯向きを変えることはなかったが、この公園では東向きに設置されており、この公園にて初めて東を向いたことになる。

## その他の施設

### 在来線関連

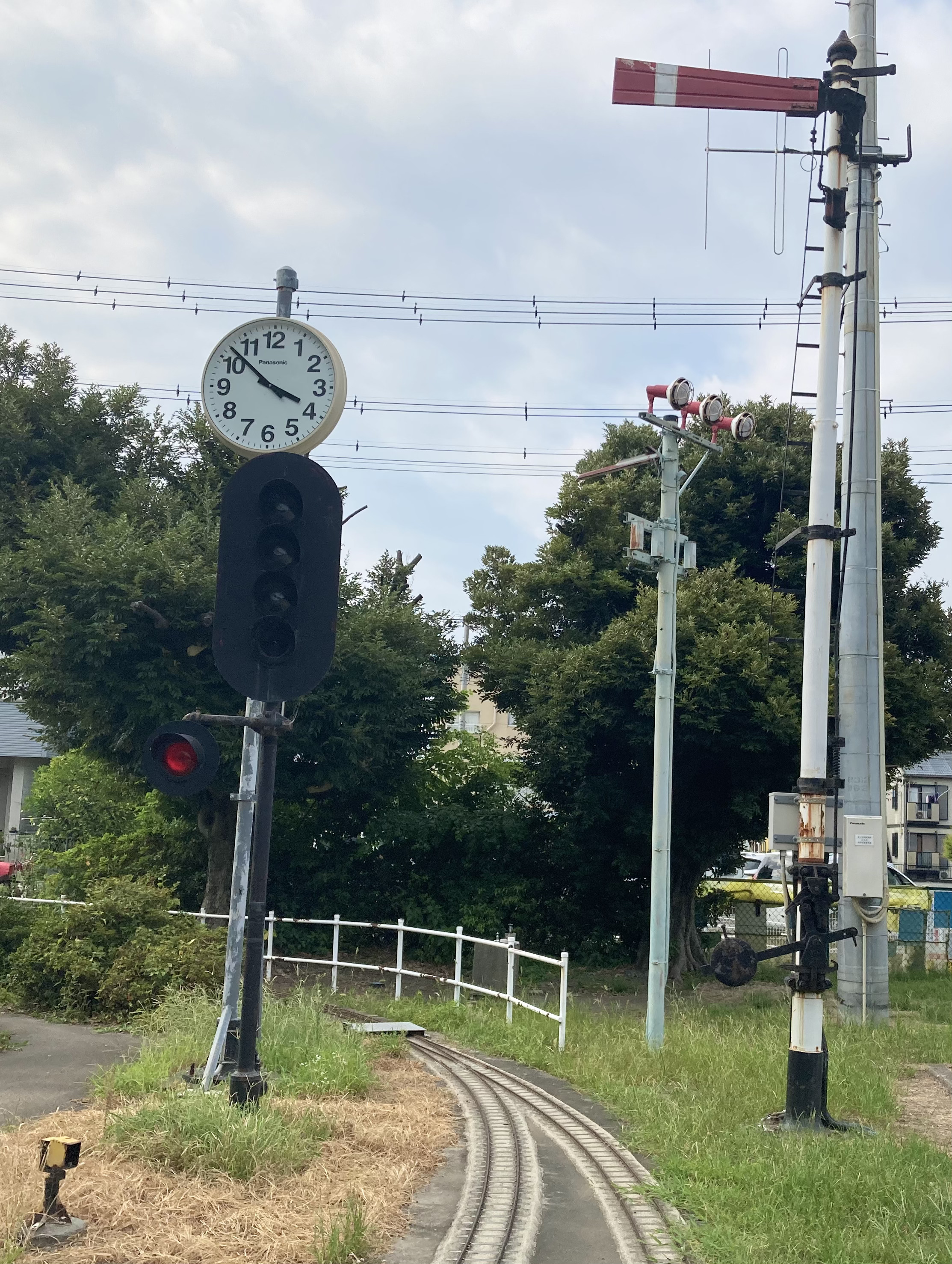
腕木式信号機
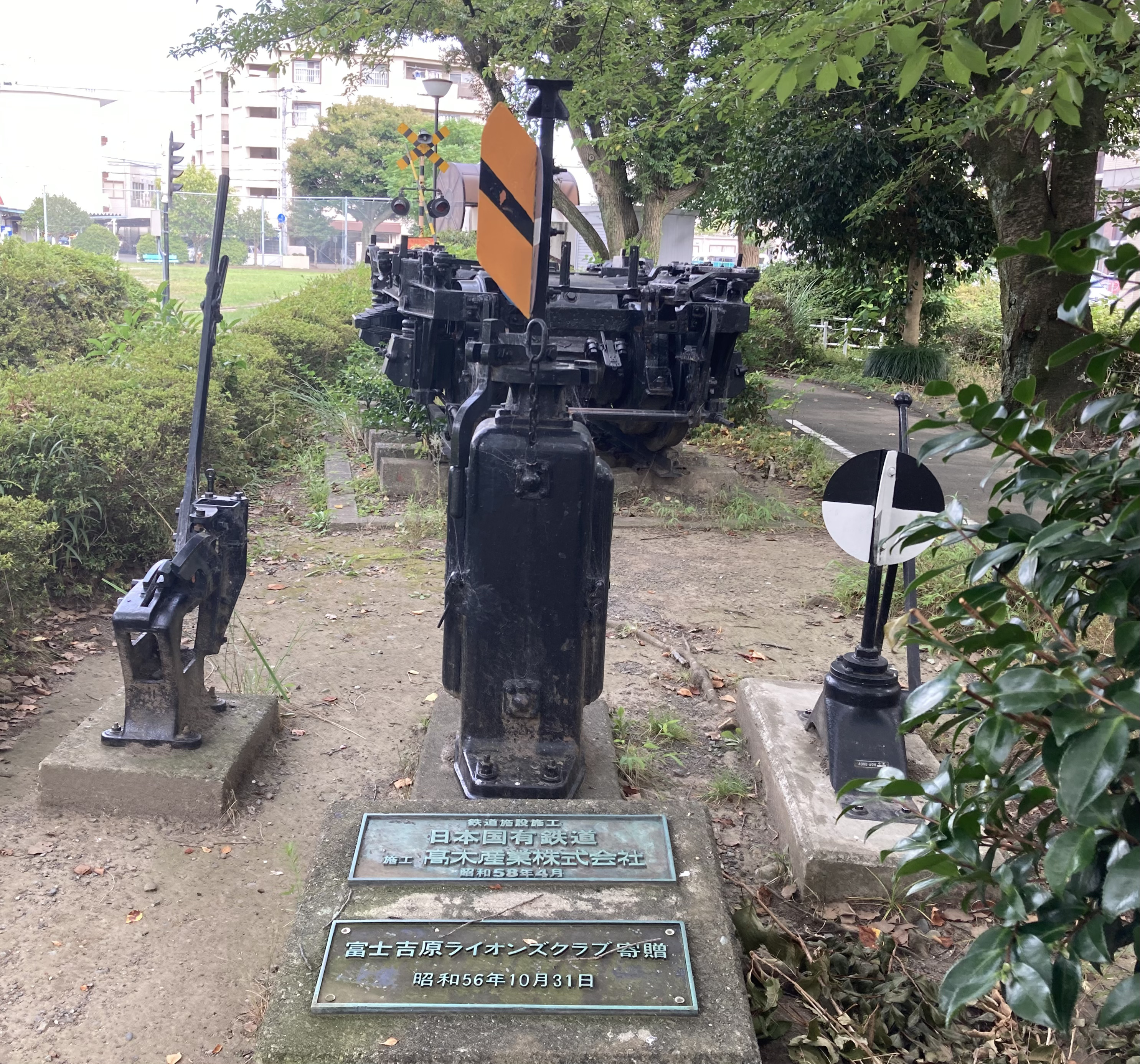
転轍機標識
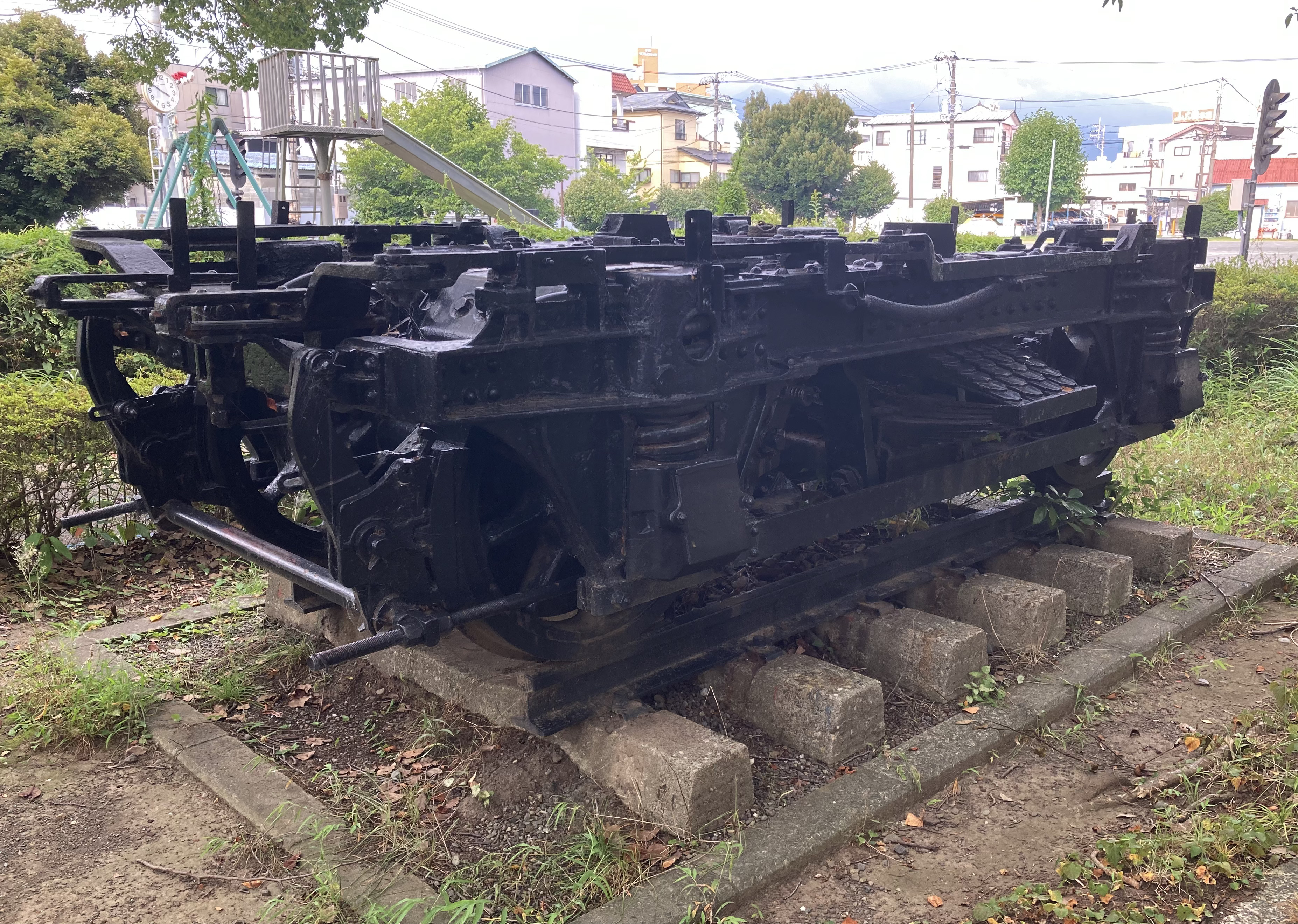
国鉄DT12形台車
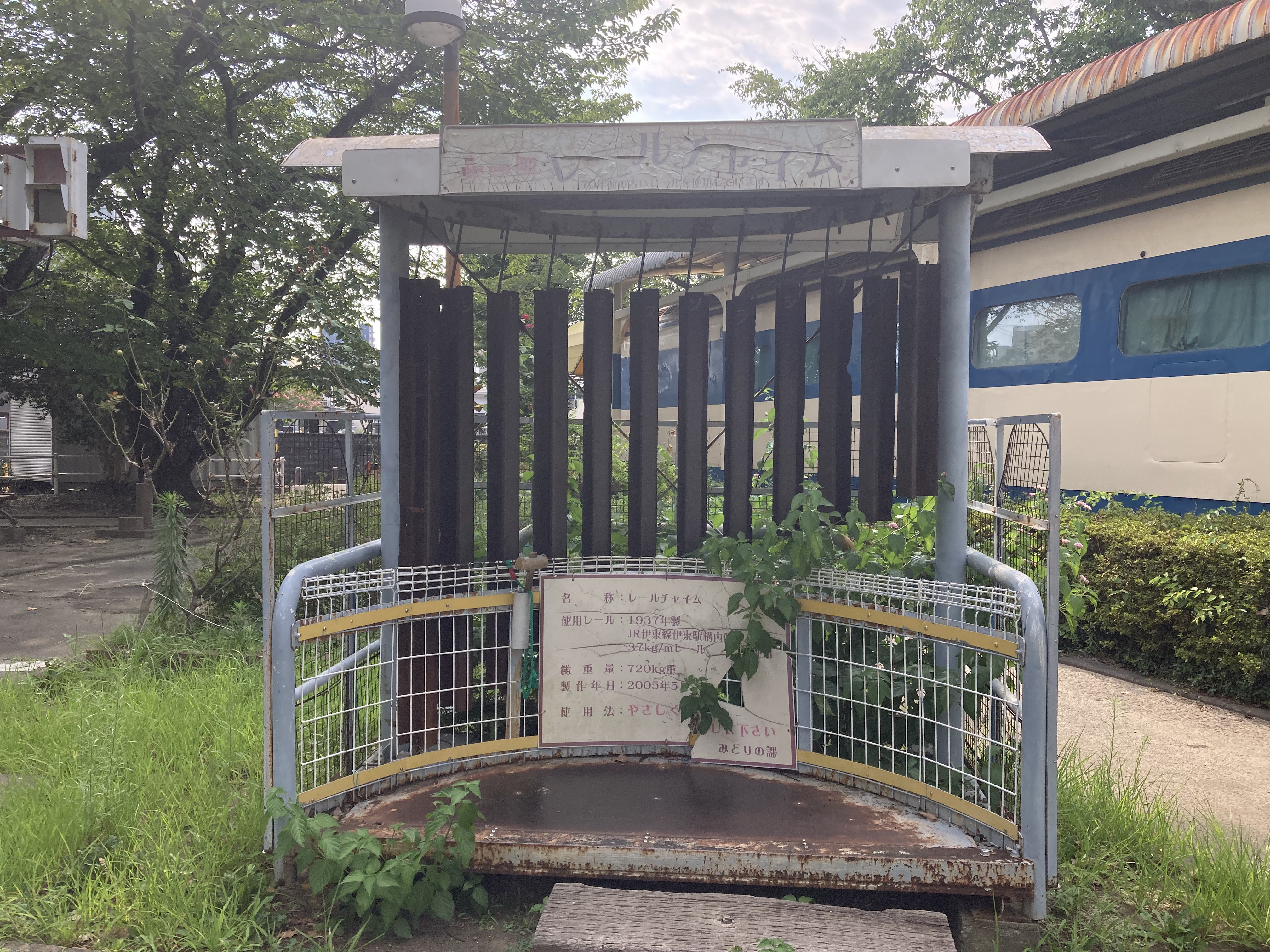
レールチャイム

### ミニSL

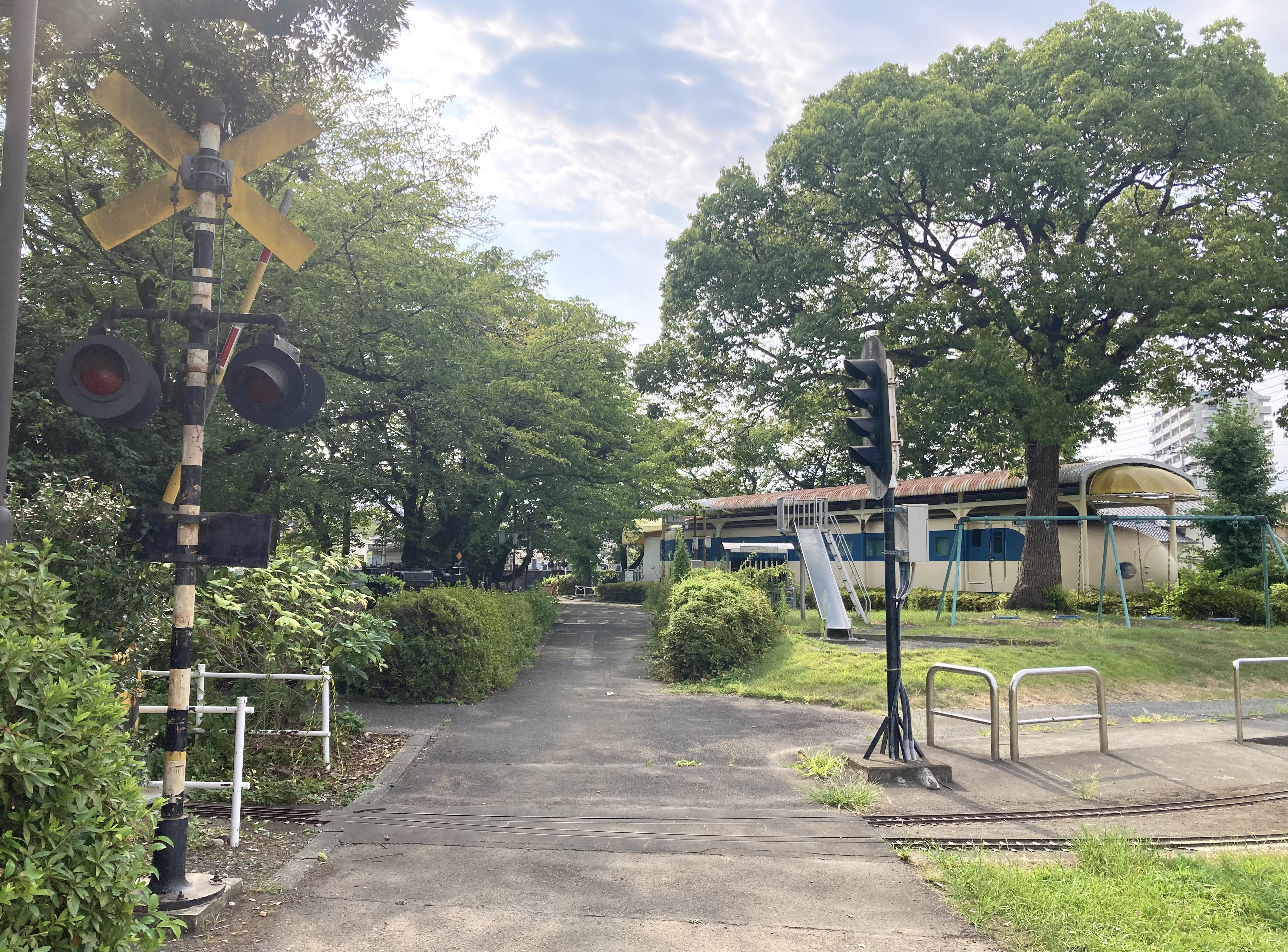
ミニSL用の踏切
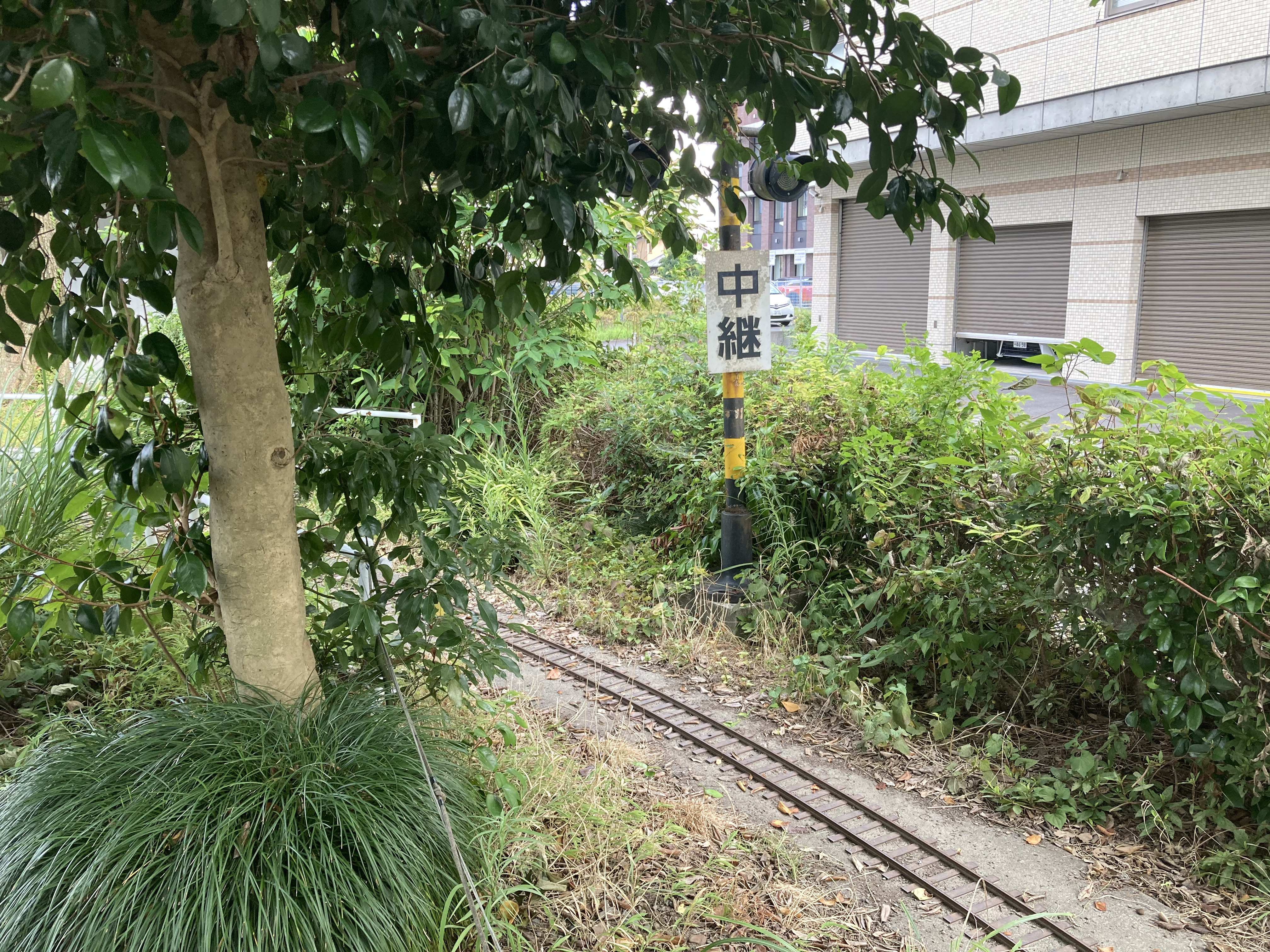
ミニSL用の線路
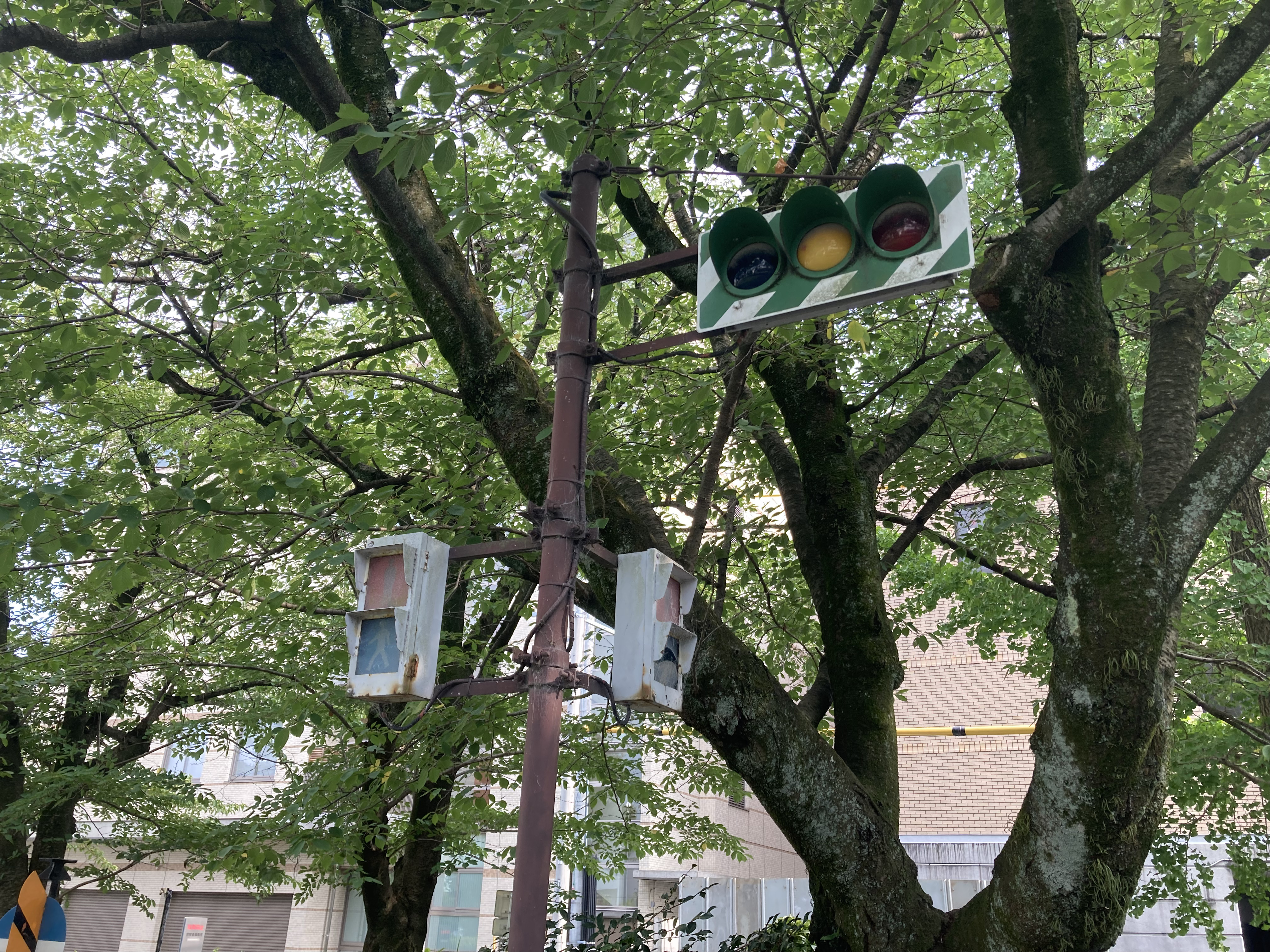
ミニチュア信号機

### その他
- 砂場、滑り台、ブランコ、鉄棒
- 多目的広場
- 公衆トイレ
- 駐車場（10台程度）

## 周辺
- 富士市役所
- 岳南電車吉原本町駅
- 富士急静岡バス吉原中央駅
- 静岡県地方裁判所、家庭裁判所、簡易裁判所
- 富士市立吉原小学校
- 富士市立中央図書館
- 富士市立体育館